# La Chapelle-Yvon
La Chapelle-Yvon é uma ex-comuna francesa na região administrativa da Normandia, no departamento de Calvados. Estendeu-se por uma área de 7 km². Em 2010 a comuna tinha 537 habitantes (densidade: 76,7 hab./km²).
Em 1 de janeiro de 2016 foi fundida com as comunas de Saint-Cyr-du-Ronceray, Saint-Julien-de-Mailloc, Saint-Pierre-de-Mailloc e Tordouet para a criação da nova comuna de Valorbiquet.